# HK P12
Bei der Pistole Heckler & Koch P12 handelt es sich um die Bundeswehr-Variante der HK USP Tactical.

## Technik
Im Gegensatz zur Standardversion der HK USP Tactical verfügt sie über keinen Triggerstop und über keine manuelle Sicherung. Statt des kombinierten Sicherungs- und Entspannhebels weist die P12 – wie auch die HK P8 Combat – einen reinen Entspannhebel auf.
Die USP Tactical wurde auf Anfrage mehrerer US-Eliteeinheiten entwickelt, da bereits kurz nach der Einführung der Heckler & Koch MK23 (SOCOM) viele Soldaten diese als zu klobig kritisierten. Die Waffe ist äußerst präzise, robust, weist einen geringen Rückstoß auf und kann ebenfalls mit einem Schalldämpfer versehen werden. Ihr Magazin fasst zwölf Patronen des Kalibers .45 ACP (11,43 × 23 mm). Bei der Bundeswehr wird die P12 unter anderem vom Kommando Spezialkräfte (KSK) und von den Fernspähkräften der Heeresaufklärungstruppe verwendet.
Das verwendete Kaliber .45 ACP bleibt bei Standard-Laborierungen dabei unterhalb der Schallgeschwindigkeit, weshalb Waffen in diesem Kaliber ohne die Nachteile von speziell laborierter Unterschallmunition mit Schalldämpfern ausgestattet werden können.